# 실잠자리아목
실잠자리아목(Zygoptera) 또는 균시아목은 잠자리목을 이루는 두 아목 가운데 하나이다. 물잠자리과(Calopterygidae)에 속하는 종류는 물잠자리, 그 외의 것들은 통틀어 실잠자리라고 부른다. 실잠자리는 잠자리와 비슷하게 생겼지만 보다 작고 날렵하게 생겼으며 앉아서 쉴 때 날개를 접는다는 점이 다르다. 화석은 페름기 후기 이후의 지층에서 발견되며 남극을 제외한 세계 모든 곳에서 관찰된다.
실잠자리는 유충과 성충 모두 포식성으로 다른 곤충을 잡아 먹는다. 강, 연못, 호수와 같은 습지에서 생활하며 유충일 때에는 물 속에서 살고 번데기 시기를 거치지 않고 바로 탈피하여 성충이 된다. 아직까지 개체수는 안정적이지만 최근 개발로 습지가 감소하면서 서식지가 줄어들고 있다.
실잠자리아목에 속하는 많은 종들은 두드러지는 성적 이형성을 보여 수컷쪽이 더 밝은 색을 띈다. 어떤 종들은 정교한 구애 행위를 통해 짝짓기를 한다. 실잠자리도 잠자리처럼 매정 방식을 통해 간접적으로 수정한다. 짝짓기를 위해 암수가 서로의 꼬리를 상대의 몸통에 접합시켜 하트 모양을 만든다. 수컷은 암컷의 머리 뒤에 자신의 배를 걸어 붙이고 암컷은 자신의 배를 수컷의 배 윗부분에 걸쳐 수컷의 정액을 받는다. 이러한 결합은 종종 암컷이 산란을 할 때까지도 이어진다.
제물 낚시를 하는 사람들은 가짜 미끼를 물 속에 가라앉히는 웻플라이(wet-fly) 방식의 미끼로 실잠자리 유충을 흉내낸 미끼를 쓰기도 한다.

## 분류
실잠자리아목의 화석은 페름기 후기 지층부터 관찰되며 최소 2억 5천만년 전에 출현하였다. 남아 있는 화석은 모두 성충으로 현재의 실잠자리와 크게 다르지 않다. 수중에서 살던 유충의 화석은 아직 발견되지 않아 현재의 것과 비교할 수 없고, 알 화석은 중생대 시기의 것이 발견되었다. 실잠자리의 선조인 선균시아목의 화석은 대략 3억년 전의 것이 있다. 발트해 유역에서 발견된 호박 속에 유충과 탈피한 허물이 함께 갖힌 화석이 널리 알려져 있다.
2013년 분자유전학 분석은 실잠자리아목에 속하는 대다수의 과가 단일한 공통 조상에서 분기한 단계통군이지만, 암피프테리기아과(Amphipterygidae), 메가포다그리오니아과(Megapodagrionidae), 프로토네우리아과(Protoneuridae)의 세 과는 측계통군으로 밝혀져 보다 확인이 필요하다. 특히 Protoneuridae의 경우 5개 과에서 비롯한 6개의 계통군 분기를 보였다. 이 결과는 의 실잠자리를 비교한 것으로 현생하는 실잠자리와 화석 모두를 놓고 분류한 전통적인 계통 분류와는 차이가 있다. 실잠자리는 전통적으로 18개 과로 분류되었으나 2013년의 분석 결과를 반영하여 그 동안 유사 과로 분류되던 7개 과를 포함하여 27개 과로 새로 정리하였다. 한편 측계통군으로 분류된 3개 과는 분류에서 제외되었다.
|  | 헤미플레비아상과 (Hemiphlebioidea) |
|  | |
|  | \| \| 페릴레스티아과 (Perilestidae) \| \| \| \| \| \| 신레스티아과 (Synlestidae) \| \| \| \| \| \| 청실잠자리과(Lestidae) \| \| \| \| |
|  | |
|  | 페릴레스티아과 (Perilestidae) |
|  | |
|  | 신레스티아과 (Synlestidae) |
|  | |
|  | 청실잠자리과(Lestidae) |
|  | |

|  | 페릴레스티아과 (Perilestidae) |
|  |                               |
|  | 신레스티아과 (Synlestidae)    |
|  |                               |
|  | 청실잠자리과(Lestidae)        |
|  |                               |

|  | 플라티스티크타과(Platystictidae) |
|  |                                  |

|  | 물잠자리과(Calopterygidae)                                                                |
|  |                                                                                           |
|  | 클로로시피아과(Chlorocyphidae)                                                            |
|  |                                                                                           |
|  | 디크테리아다과(Dicteriadidae)                                                             |
|  |                                                                                           |
|  | 폴리토리아과(Polythoridae)                                                                |
|  |                                                                                           |
|  | 13 개의 미분류 과                                                                         |
|  |                                                                                           |
|  | \| \| 에우패이아과(Euphaeidae) \| \| \| \| \| \| 레스토이데아과(Lestoideidae) \| \| \| \| |
|  |                                                                                           |
|  | 8 개의 미분류 과 위치 불확실                                                              |
|  |                                                                                           |
|  | 에우패이아과(Euphaeidae)                                                                  |
|  |                                                                                           |
|  | 레스토이데아과(Lestoideidae)                                                              |
|  |                                                                                           |

|  | 에우패이아과(Euphaeidae)     |
|  |                              |
|  | 레스토이데아과(Lestoideidae) |
|  |                              |

|  | \| \| 방울실잠자리과(Platycnemididae) \| \| \| \| \| \| 실잠자리과(Coenagrionidae) \| \| \| \| \| \| 이소스티크티아과(Isostictidae) \| \| \| \| |
|  | |
|  | 방울실잠자리과(Platycnemididae) |
|  | |
|  | 실잠자리과(Coenagrionidae) |
|  | |
|  | 이소스티크티아과(Isostictidae) |
|  | |

|  | 방울실잠자리과(Platycnemididae) |
|  |                                 |
|  | 실잠자리과(Coenagrionidae)      |
|  |                                 |
|  | 이소스티크티아과(Isostictidae)  |
|  |                                 |

|  | 물잠자리과(Calopterygidae)                                                                |
|  |                                                                                           |
|  | 클로로시피아과(Chlorocyphidae)                                                            |
|  |                                                                                           |
|  | 디크테리아다과(Dicteriadidae)                                                             |
|  |                                                                                           |
|  | 폴리토리아과(Polythoridae)                                                                |
|  |                                                                                           |
|  | 13 개의 미분류 과                                                                         |
|  |                                                                                           |
|  | \| \| 에우패이아과(Euphaeidae) \| \| \| \| \| \| 레스토이데아과(Lestoideidae) \| \| \| \| |
|  |                                                                                           |
|  | 8 개의 미분류 과 위치 불확실                                                              |
|  |                                                                                           |
|  | 에우패이아과(Euphaeidae)                                                                  |
|  |                                                                                           |
|  | 레스토이데아과(Lestoideidae)                                                              |
|  |                                                                                           |

|  | 에우패이아과(Euphaeidae)     |
|  |                              |
|  | 레스토이데아과(Lestoideidae) |
|  |                              |

|  | \| \| 방울실잠자리과(Platycnemididae) \| \| \| \| \| \| 실잠자리과(Coenagrionidae) \| \| \| \| \| \| 이소스티크티아과(Isostictidae) \| \| \| \| |
|  | |
|  | 방울실잠자리과(Platycnemididae) |
|  | |
|  | 실잠자리과(Coenagrionidae) |
|  | |
|  | 이소스티크티아과(Isostictidae) |
|  | |

|  | 방울실잠자리과(Platycnemididae) |
|  |                                 |
|  | 실잠자리과(Coenagrionidae)      |
|  |                                 |
|  | 이소스티크티아과(Isostictidae)  |
|  |                                 |

|  | 플라티스티크타과(Platystictidae) |
|  |                                  |

|  | 물잠자리과(Calopterygidae)                                                                |
|  |                                                                                           |
|  | 클로로시피아과(Chlorocyphidae)                                                            |
|  |                                                                                           |
|  | 디크테리아다과(Dicteriadidae)                                                             |
|  |                                                                                           |
|  | 폴리토리아과(Polythoridae)                                                                |
|  |                                                                                           |
|  | 13 개의 미분류 과                                                                         |
|  |                                                                                           |
|  | \| \| 에우패이아과(Euphaeidae) \| \| \| \| \| \| 레스토이데아과(Lestoideidae) \| \| \| \| |
|  |                                                                                           |
|  | 8 개의 미분류 과 위치 불확실                                                              |
|  |                                                                                           |
|  | 에우패이아과(Euphaeidae)                                                                  |
|  |                                                                                           |
|  | 레스토이데아과(Lestoideidae)                                                              |
|  |                                                                                           |

|  | 에우패이아과(Euphaeidae)     |
|  |                              |
|  | 레스토이데아과(Lestoideidae) |
|  |                              |

|  | \| \| 방울실잠자리과(Platycnemididae) \| \| \| \| \| \| 실잠자리과(Coenagrionidae) \| \| \| \| \| \| 이소스티크티아과(Isostictidae) \| \| \| \| |
|  | |
|  | 방울실잠자리과(Platycnemididae) |
|  | |
|  | 실잠자리과(Coenagrionidae) |
|  | |
|  | 이소스티크티아과(Isostictidae) |
|  | |

|  | 방울실잠자리과(Platycnemididae) |
|  |                                 |
|  | 실잠자리과(Coenagrionidae)      |
|  |                                 |
|  | 이소스티크티아과(Isostictidae)  |
|  |                                 |

|  | 물잠자리과(Calopterygidae)                                                                |
|  |                                                                                           |
|  | 클로로시피아과(Chlorocyphidae)                                                            |
|  |                                                                                           |
|  | 디크테리아다과(Dicteriadidae)                                                             |
|  |                                                                                           |
|  | 폴리토리아과(Polythoridae)                                                                |
|  |                                                                                           |
|  | 13 개의 미분류 과                                                                         |
|  |                                                                                           |
|  | \| \| 에우패이아과(Euphaeidae) \| \| \| \| \| \| 레스토이데아과(Lestoideidae) \| \| \| \| |
|  |                                                                                           |
|  | 8 개의 미분류 과 위치 불확실                                                              |
|  |                                                                                           |
|  | 에우패이아과(Euphaeidae)                                                                  |
|  |                                                                                           |
|  | 레스토이데아과(Lestoideidae)                                                              |
|  |                                                                                           |

|  | 에우패이아과(Euphaeidae)     |
|  |                              |
|  | 레스토이데아과(Lestoideidae) |
|  |                              |

|  | \| \| 방울실잠자리과(Platycnemididae) \| \| \| \| \| \| 실잠자리과(Coenagrionidae) \| \| \| \| \| \| 이소스티크티아과(Isostictidae) \| \| \| \| |
|  | |
|  | 방울실잠자리과(Platycnemididae) |
|  | |
|  | 실잠자리과(Coenagrionidae) |
|  | |
|  | 이소스티크티아과(Isostictidae) |
|  | |

|  | 방울실잠자리과(Platycnemididae) |
|  |                                 |
|  | 실잠자리과(Coenagrionidae)      |
|  |                                 |
|  | 이소스티크티아과(Isostictidae)  |
|  |                                 |

|  | 헤미플레비아상과 (Hemiphlebioidea) |
|  | |
|  | \| \| 페릴레스티아과 (Perilestidae) \| \| \| \| \| \| 신레스티아과 (Synlestidae) \| \| \| \| \| \| 청실잠자리과(Lestidae) \| \| \| \| |
|  | |
|  | 페릴레스티아과 (Perilestidae) |
|  | |
|  | 신레스티아과 (Synlestidae) |
|  | |
|  | 청실잠자리과(Lestidae) |
|  | |

|  | 페릴레스티아과 (Perilestidae) |
|  |                               |
|  | 신레스티아과 (Synlestidae)    |
|  |                               |
|  | 청실잠자리과(Lestidae)        |
|  |                               |

|  | 플라티스티크타과(Platystictidae) |
|  |                                  |

|  | 물잠자리과(Calopterygidae)                                                                |
|  |                                                                                           |
|  | 클로로시피아과(Chlorocyphidae)                                                            |
|  |                                                                                           |
|  | 디크테리아다과(Dicteriadidae)                                                             |
|  |                                                                                           |
|  | 폴리토리아과(Polythoridae)                                                                |
|  |                                                                                           |
|  | 13 개의 미분류 과                                                                         |
|  |                                                                                           |
|  | \| \| 에우패이아과(Euphaeidae) \| \| \| \| \| \| 레스토이데아과(Lestoideidae) \| \| \| \| |
|  |                                                                                           |
|  | 8 개의 미분류 과 위치 불확실                                                              |
|  |                                                                                           |
|  | 에우패이아과(Euphaeidae)                                                                  |
|  |                                                                                           |
|  | 레스토이데아과(Lestoideidae)                                                              |
|  |                                                                                           |

|  | 에우패이아과(Euphaeidae)     |
|  |                              |
|  | 레스토이데아과(Lestoideidae) |
|  |                              |

|  | \| \| 방울실잠자리과(Platycnemididae) \| \| \| \| \| \| 실잠자리과(Coenagrionidae) \| \| \| \| \| \| 이소스티크티아과(Isostictidae) \| \| \| \| |
|  | |
|  | 방울실잠자리과(Platycnemididae) |
|  | |
|  | 실잠자리과(Coenagrionidae) |
|  | |
|  | 이소스티크티아과(Isostictidae) |
|  | |

|  | 방울실잠자리과(Platycnemididae) |
|  |                                 |
|  | 실잠자리과(Coenagrionidae)      |
|  |                                 |
|  | 이소스티크티아과(Isostictidae)  |
|  |                                 |

|  | 물잠자리과(Calopterygidae)                                                                |
|  |                                                                                           |
|  | 클로로시피아과(Chlorocyphidae)                                                            |
|  |                                                                                           |
|  | 디크테리아다과(Dicteriadidae)                                                             |
|  |                                                                                           |
|  | 폴리토리아과(Polythoridae)                                                                |
|  |                                                                                           |
|  | 13 개의 미분류 과                                                                         |
|  |                                                                                           |
|  | \| \| 에우패이아과(Euphaeidae) \| \| \| \| \| \| 레스토이데아과(Lestoideidae) \| \| \| \| |
|  |                                                                                           |
|  | 8 개의 미분류 과 위치 불확실                                                              |
|  |                                                                                           |
|  | 에우패이아과(Euphaeidae)                                                                  |
|  |                                                                                           |
|  | 레스토이데아과(Lestoideidae)                                                              |
|  |                                                                                           |

|  | 에우패이아과(Euphaeidae)     |
|  |                              |
|  | 레스토이데아과(Lestoideidae) |
|  |                              |

|  | \| \| 방울실잠자리과(Platycnemididae) \| \| \| \| \| \| 실잠자리과(Coenagrionidae) \| \| \| \| \| \| 이소스티크티아과(Isostictidae) \| \| \| \| |
|  | |
|  | 방울실잠자리과(Platycnemididae) |
|  | |
|  | 실잠자리과(Coenagrionidae) |
|  | |
|  | 이소스티크티아과(Isostictidae) |
|  | |

|  | 방울실잠자리과(Platycnemididae) |
|  |                                 |
|  | 실잠자리과(Coenagrionidae)      |
|  |                                 |
|  | 이소스티크티아과(Isostictidae)  |
|  |                                 |

|  | 플라티스티크타과(Platystictidae) |
|  |                                  |

|  | 물잠자리과(Calopterygidae)                                                                |
|  |                                                                                           |
|  | 클로로시피아과(Chlorocyphidae)                                                            |
|  |                                                                                           |
|  | 디크테리아다과(Dicteriadidae)                                                             |
|  |                                                                                           |
|  | 폴리토리아과(Polythoridae)                                                                |
|  |                                                                                           |
|  | 13 개의 미분류 과                                                                         |
|  |                                                                                           |
|  | \| \| 에우패이아과(Euphaeidae) \| \| \| \| \| \| 레스토이데아과(Lestoideidae) \| \| \| \| |
|  |                                                                                           |
|  | 8 개의 미분류 과 위치 불확실                                                              |
|  |                                                                                           |
|  | 에우패이아과(Euphaeidae)                                                                  |
|  |                                                                                           |
|  | 레스토이데아과(Lestoideidae)                                                              |
|  |                                                                                           |

|  | 에우패이아과(Euphaeidae)     |
|  |                              |
|  | 레스토이데아과(Lestoideidae) |
|  |                              |

|  | \| \| 방울실잠자리과(Platycnemididae) \| \| \| \| \| \| 실잠자리과(Coenagrionidae) \| \| \| \| \| \| 이소스티크티아과(Isostictidae) \| \| \| \| |
|  | |
|  | 방울실잠자리과(Platycnemididae) |
|  | |
|  | 실잠자리과(Coenagrionidae) |
|  | |
|  | 이소스티크티아과(Isostictidae) |
|  | |

|  | 방울실잠자리과(Platycnemididae) |
|  |                                 |
|  | 실잠자리과(Coenagrionidae)      |
|  |                                 |
|  | 이소스티크티아과(Isostictidae)  |
|  |                                 |

|  | 물잠자리과(Calopterygidae)                                                                |
|  |                                                                                           |
|  | 클로로시피아과(Chlorocyphidae)                                                            |
|  |                                                                                           |
|  | 디크테리아다과(Dicteriadidae)                                                             |
|  |                                                                                           |
|  | 폴리토리아과(Polythoridae)                                                                |
|  |                                                                                           |
|  | 13 개의 미분류 과                                                                         |
|  |                                                                                           |
|  | \| \| 에우패이아과(Euphaeidae) \| \| \| \| \| \| 레스토이데아과(Lestoideidae) \| \| \| \| |
|  |                                                                                           |
|  | 8 개의 미분류 과 위치 불확실                                                              |
|  |                                                                                           |
|  | 에우패이아과(Euphaeidae)                                                                  |
|  |                                                                                           |
|  | 레스토이데아과(Lestoideidae)                                                              |
|  |                                                                                           |

|  | 에우패이아과(Euphaeidae)     |
|  |                              |
|  | 레스토이데아과(Lestoideidae) |
|  |                              |

|  | \| \| 방울실잠자리과(Platycnemididae) \| \| \| \| \| \| 실잠자리과(Coenagrionidae) \| \| \| \| \| \| 이소스티크티아과(Isostictidae) \| \| \| \| |
|  | |
|  | 방울실잠자리과(Platycnemididae) |
|  | |
|  | 실잠자리과(Coenagrionidae) |
|  | |
|  | 이소스티크티아과(Isostictidae) |
|  | |

|  | 방울실잠자리과(Platycnemididae) |
|  |                                 |
|  | 실잠자리과(Coenagrionidae)      |
|  |                                 |
|  | 이소스티크티아과(Isostictidae)  |
|  |                                 |

## 생김새

실잠자리의 날개. 양쪽 모두 같은 모양이다.

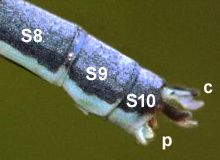
실잠자리의 한 종인 Pseudagrion caffrum의 배 끝 부분. 배 8번째 - 10번째 마디 뒤에 교미를 위한 꼬리뿔(c)과 덧돌기(p)가 보인다.

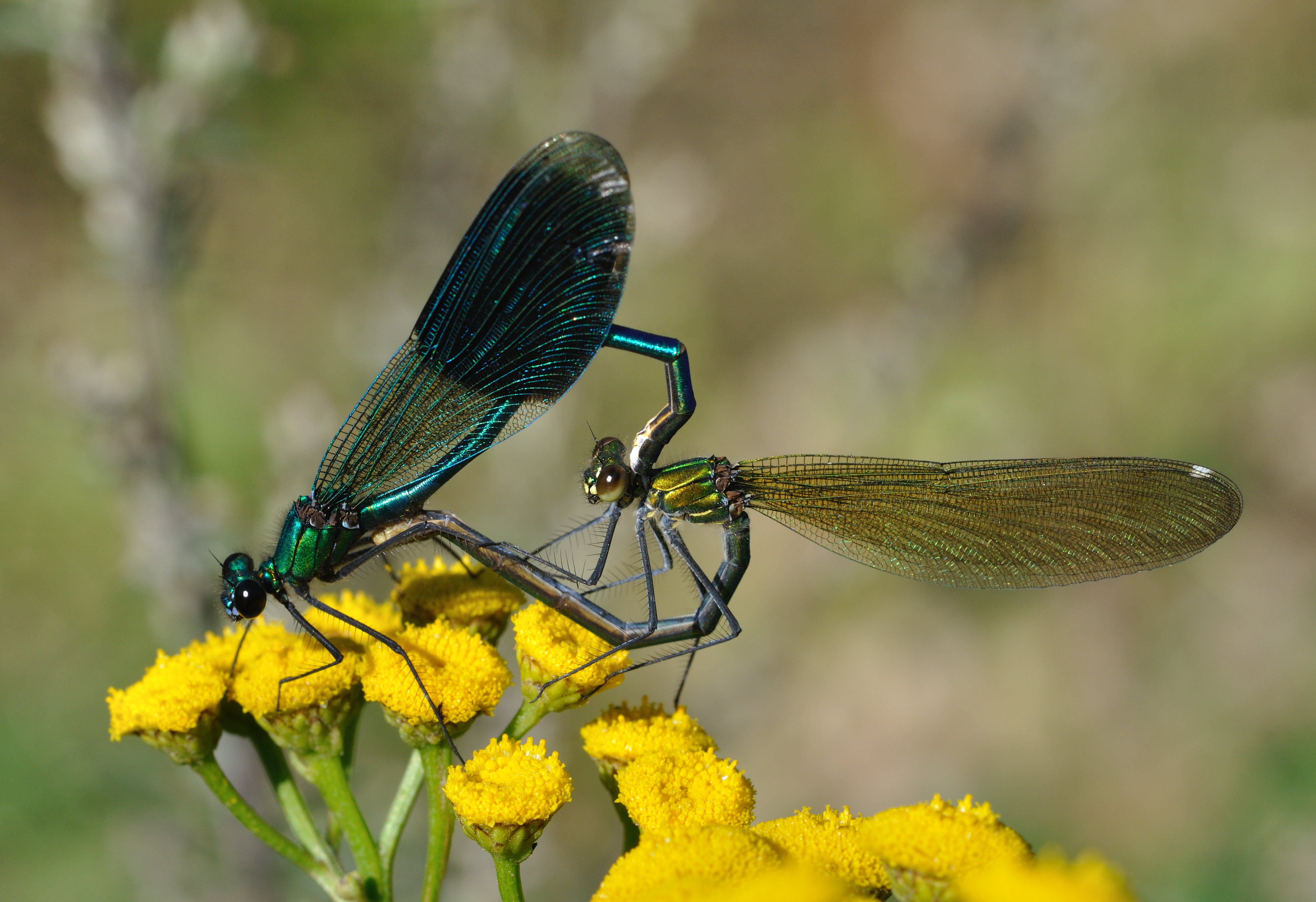
교미하는 암컷(오른쪽)과 수컷 실잠자리 Calopteryx splendens. 수컷이 더 화려한 성적 이형성을 보인다.

실잠자리의 생김새는 대체적으로 잠자리와 비슷하다. 그러나 실잠자리는 잠자리보다 비교적 작고 날렵한 몸통에 보다 넓은 타원형의 겹눈이 튀어나와 있고, 무엇보다 앉았을 때 날개를 접어 쉽게 구분할 수 있다. 윗턱에 달린 순상부의 모습 역시 잠자리와 다르다. 머리에는 한 쌍의 겹눈 외에도 세 개의 홑눈이 있다. 홑눈은 명암을 구분하는 역할을 한다. 더듬이는 겹눈 사이에 작게 나와 있어 촉각의 구실은 거의 하지 못하지만 공기의 흐름을 느낄 수 있다. 실잠자리 성충은 대개 성적 이형성을 보이는데 수컷쪽이 더 화려하고 밝은 색을 띈다. 한편 암컷은 위장색을 하고 있어 눈에 덜 띄고 이때문에 종 구분도 쉽지 않다. 예를 들어 유라시아 대륙 전역에 퍼져 살고 있는 실잠자리속(Coenagrion)에 속하는 종들의 수컷은 특유의 밝은 푸른색 점을 보이지만, 암컷의 경우엔 초록색 또는 갈색의 단순한 무늬만 있다. 몇 몇 종에서 드물게 암컷 역시 수컷과 같은 모양을 띄는 경우가 있는데, 이 경우도 배란기가 되면 수컷과 다른 색상을 띈다. 아마도 배란기 이전에 수컷이 쫓아오는 것을 회피하는 쪽으로 진화한 탓으로 추정된다. 반면에 실잠자리속의 몇 종은 수컷들 사이에서도 생김새가 다른 이형성을 보인다.
일반적으로 실잠자리는 잠자리보다 작으며 아그리오크네마속(Agriocnemis)이 가장 작은 종류이다. 가장 큰 것은 헬리콥터 실잠자리라고도 불리는 카에룰라투스실잠자리(Megaloprepus caerulatus)로 양쪽 날개 사이가 19cm에 달하고 몸 길이도 13cm 정도가 된다.
여섯 개의 다리가 전흉부에 연결되어 있다. 머리와 가슴을 연결하는 부분은 호리호리하며 부드러워 실잠자리가 머리를 돌려 사방을 볼 수 있도록 해준다. 가슴 뒷 부분에는 한 쌍의 날개가 달려 있다. 가슴에는 특유의 줄무늬가 있는데 종마다 생김새와 색상이 다르다.
날개는 몇 줄기의 검은 혈림프관이 세로를 따라 길게 끝까지 지나가는 사이로 여러 개의 짧은 혈림프관이 가로로 얽혀 있다. 가슴에서 시작된 근육은 날개 중간의 혈림프관이 가까이 모여 지나가는 결절(nodus)까지 이어져 날개를 움직이고, 날개 끝에는 검은 네모 모양의 연문(pterostigma)이 있다. 실잠자리 날개는 투명한 것이 많지만 색이나 무늬가 있는 날개를 가진 것들도 있다. 암수의 날개 색상이 다른 경우도 있다. 실잠자리는 앉아서 쉴 때 날개를 접는데 청실잠자리과만은 잠자리처럼 앉을 때에도 날개를 펴둔다.
복부는 길고 열 개의 마디가 있다. 짝짓기 철이 되면 수컷의 복부 두번째 마디와 세번째 마디 아랫쪽에 눈에 띄는 혼인색이 나타난다. 암컷의 생식기는 여덟번째와 아홉번째 마디 사이에서 열린다. 열번째 마디 끝에는 암수 모두 꼬리뿔이 있어 짝짓기에 이용된다. 짝짓기를 마치면 암컷은 수풀 위에 알을 낳는다.
한 쌍의 겹눈은 넓은 타원형으로 둘 사이가 떨어져 있다.

## 다양성
실잠자리는 남극을 제외한 세계 전역에 서식하고 있는데 연못과 호수 같은 물가에서 서식하기 때문에 잠자리보다는 서식지가 좁다. 잘 보전된 환경에서만 사는 편이어서 개체수 역시 잠자리 보다는 적다. 실잠자리의 서식지는 먹을 것이 풍부하고 알을 낳기 적당한 깨끗한 물이 흐르는 습지의 작은 구역에 집중되어 있다.
실잠자리는 한 지역에서만 머무르며 이동을 하지 않는 편이지만 브리티시 콜럼비아에 서식하는 보리얼 블루잇과 같은 대형 종은 멀리까지 서식지를 옮기기도 한다.
실잠자리의 생물지리학적 분포는 다음과 같다.
| 과                   | 동양구 | 신열대구 | 오스트랄라시아 | 에티오피아구 | 구북구 | 신북구 | 오세아니아구 | 세계 |
| -------------------- | ------ | -------- | -------------- | ------------ | ------ | ------ | ------------ | ---- |
| 헤미플레비아과       |        |          | 1              |              |        |        |              | 1    |
| 청실잠자리과         | 40     | 42       | 29             | 17           | 18     | 18     | 3            | 151  |
| 페릴레스티아과       |        | 19       |                |              |        |        |              | 19   |
| 신레스티아과         | 18     | 1        | 8              | 11           | 6      |        |              | 39   |
| 플라티스티크타과     | 136    | 43       | 44             |              |        | 1      | 1            | 224  |
| 암피프테리기아과     |        | 4        |                |              |        |        |              | 4    |
| 아르기올레스티아과   | 10     |          | 73             | 19           |        |        | 6            | 108  |
| 물잠자리과           | 66     | 68       | 5              | 20           | 37     | 8      |              | 185  |
| 클로로시피아과       | 86     |          | 17             | 42           | 3      |        |              | 144  |
| 데바다티아과         | 6      |          |                |              |        |        |              | 6    |
| 디크테리아디아과     |        | 2        |                |              |        |        |              | 2    |
| 에우패이아과         | 65     |          | 1              |              | 11     |        |              | 68   |
| 헤테라그리오니아과   |        | 51       |                |              |        |        |              | 51   |
| 히폴레스티아과       |        | 2        |                |              |        |        |              | 2    |
| 레스토이데이아과     |        |          | 9              |              |        |        |              | 9    |
| 메가포다그리오니아과 |        | 29       |                |              |        |        |              | 29   |
| 펜타플레비이아과     |        |          |                | 2            |        |        |              | 2    |
| 필로강과             | 4      |          |                |              | 2      |        |              | 4    |
| 필로게니아과         |        | 39       |                |              |        |        |              | 39   |
| 필로시니아과         | 12     |          |                |              |        |        |              | 12   |
| 폴리토리아과         |        | 59       |                |              |        |        |              | 59   |
| 프세우돌레스티아과   | 1      |          |                |              |        |        |              | 1    |
| 리마넬리아과         |        | 1        |                |              |        |        |              | 1    |
| 타우마토네우리아과   |        | 5        |                |              |        |        |              | 5    |
| 불확실               | 25     | 11       |                | 19           | 9      |        |              | 61   |
| 실잠자리과           | 193    | 554      | 152            | 202          | 96     | 103    | 91           | 1266 |
| 이소스티크티아과     |        |          | 41             |              |        |        |              | 46   |
| 방울실잠자리과       | 199    |          | 122            | 70           | 22     |        |              | 404  |

현존하는 실잠자리아목은 모두 합쳐 309 속의 2,942 종으로 알려져 있다.
한국에는 4과의 37종이 서식하는 것으로 알려져 있다. 최근의 지구 온난화로 냉대성인 북방아시아실잠자리는 한반도에서 자취를 감출 가능성이 큰 종으로 보고되었다. 연분홍실잠자리 역시 한국의 기후변화 지표종으로 지정되었다.

## 생태
실잠자리 성충은 파리, 모기 등의 작은 곤충을 잡아 먹고 산다. 공중에 머무르며 주위를 살피다가 재빨리 다가가 날렵한 다리로 먹이를 붙잡는다. 먹이 사냥에는 눈뿐만 아니라 후각 기관도 사용된다. 야간에 사냥하는 종은 없는 것으로 알려져 있지만 어둑어둑한 저녁 무렵에 사냥 활동을 하는 것은 쉽게 관찰된다. 아마도 보다 덩치가 큰 잠자리의 먹이 사냥과 경쟁을 피하기 위한 행동일 것이다. 덩치가 가장 큰 남아메리카 열대의 대왕실잠자리(Pseudostigmatidae)는 거미를 잡아 먹거나 거미줄에 걸린 곤충을 약탈하기도 한다.

### 한살이

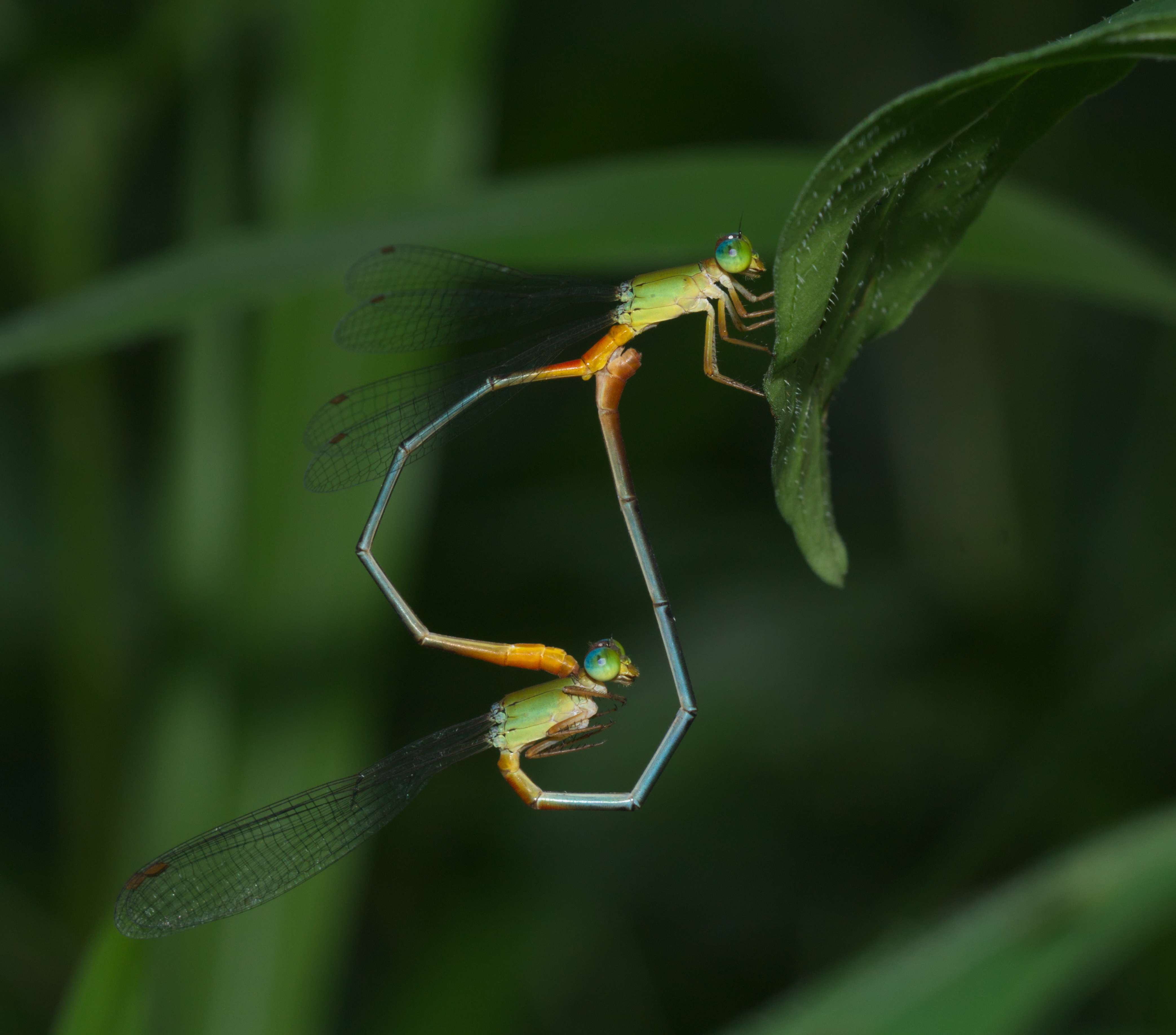
짝짓기를 하는 Ceriagrion cerinorubellum

실잠자리는 늦은 봄에서 여름 사이에 짝짓기를 한다. 짝짓기 철이 되면 수컷은 복부 두번째와 세번째 마디에 혼인색이 뚜렷해지고 암컷은 복부 여덟째 마디와 아홉째 마디에 생식관이 열린다. 실잠자리 수컷은 복부 끝에 있는 꼬리뿔을 이용하여 암컷의 머리와 가슴 사이에 복부를 고정시킨다. 암컷은 자신의 복부를 수컷의 성기에 부착시켜 정자를 받는다. 수컷의 성기엔 무수한 털이 있는데 이 과정에서 이전에 교미하였던 다른 수컷의 정자가 모두 씻겨나간다. 수컷의 생식기는 국자처럼 확장되어 암컷의 생식기에 남아있는 다른 수컷의 정자를 밀어 내기 쉽게 된다. 물론 암컷은 다시 다른 수컷과 교미할 수 있기 때문에 최종적으로 어느 수컷의 정자가 자식을 남길 지는 알 수 없다. 몇몇 수컷은 암컷이 산란할 때까지 붙잡고 놓지 않는 방식으로 자신의 정자를 지키기도 한다. 실잠자리는 습지의 풀 위에 산란하는데, 논에 심어진 벼 위에 알을 낳기도 한다.
알을 낳는 곳은 대개 연못이나 호수와 같은 습지이자만 드물게는 나무 구멍이나 잘린 대나무와 같은 곳에 고인 물에 낳는 경우도 있다.
부화한 유충은 수중에서 생활한다. 실잠자리 유충의 생태는 잠자리 유충에 비해 비교적 연구된 바가 적다. 실잠자리 유충 역시 육식으로 물 속의 작은 곤충을 잡아 먹는다. 잠자리목의 유충은 수채(水蠆)라고도 부른다. 수채는 꼬리쪽에 아가미를 가지고 있어 항문에서 직장으로 물을 빨아들인 뒤 이를 내뿜으며 호흡한다. 실잠자리아목의 유충은 3개의 긴 꼬리 아가미를 가지고 있어 꼬리아가미가 짧은 잠자리아목의 유충과 구별된다. 종에 따라 1년에서 수년 사이의 유충기를 거치며 이 사이에 몇 번의 탈피를 한다. 다 성장한 유충은 물밖으로 나와 번데기 시기를 거치지 않고 바로 탈피를 통해 성충이 된다.

## 보전
잠자리와 실잠자리는 둘 다 숲이나 습지가 얼마나 좋은 환경을 유지하고 있는지를 보여주는 지표 생물이다. 잠자리와 실잠자리는 먹이 활동과 서식지가 서로 겹치는 면이 있다. 실잠자리의 개체수는 아직 안정적이지만 최근 서식지가 줄어들고 있다.

## 문화
플라이 낚시에서 다른 가짜 미끼는 대부분 깃털을 이용해 수면에 놓는 미끼인 반면 실잠자리 유충을 흉내낸 미끼는 물 속에 넣어 낚시를 한다.
실잠자리를 모사한 브로치 같은 주얼리는 최소 1880년대부터 제작되었다.

## 참고 문헌
- Berger, Cynthia (2004). 《Dragonflies》. Stackpole Books. ISBN 978-0-8117-2971-0.
- Dijkstra, Klaas-Douwe B. (2006). 《Field Guide to the Dragonflies of Britain and Europe》. British Wildlife Publishing. ISBN 978-0-9531399-4-1.
- Paulson, Dennis (2009). 《Dragonflies and Damselflies of the West》. Princeton University Press. ISBN 978-1-4008-3294-1.
- Trueman, John W. H.; Rowe, Richard J. (2009). “Odonata”. Tree of Life. 2010년 11월 21일에 원본 문서에서 보존된 문서. 2015년 2월 25일에 확인함.